# Khachmaz
Khachmaz (azeri: Xaçmaz rayonu) é um dos cinqüenta e nove rayones nos que subdivide politicamente a República do Azerbaijão. A cidade capital é a cidade de Khachmaz.

## Território e População
Este rayon é possuidor uma superfície de 1.045 quilômetros quadrados, os quais são o lugar de uma população composta por umas 155.775 pessoas. Por onde, a densidade populacional se eleva a cifra dos 149,06 habitantes por cada quilômetro quadrado deste rayon.

## Economia
A região está dominada pela agricultura. Se cultivam verduras, frutas e cereais. Na capital, se destacam a indústria de processamento de alimentos e a indústria ligeira. Nas cidades com costas no mar Cáspio, a importância econômica depende do turismo.

## Transporte
Pelo rayon de Khachmaz passa a liinha ferroviária chamada Azərbaycan Dövlət Dəmir Yolu que chega até a Federação Russa.